# Фліант
Фліа́нт (дав.-гр. Φλιοῦς; також Фліунт та Фліус) — персонаж давньогрецької міфології, син бога Діоніса і Хтонофіли, дочки Сікіона. Можливо, що його матір'ю була Арефірея або Аріадна. Також можливо його батьком був Лікей. За іншою версією його батьком був аргоського царя Кейса.
Втім про Фліанта дані суперечливі. Не виключається, що він був чоловіком Хтонофіли, з якою народив Андродама. Також йому невідома жінка народила Дамеона.